# Tetrabutylammoniumtetrachloroaurat
Tetrabutylammoniumtetrachloroaurat, nach IUPAC Tetrabutylammoniumtetrachloridoaurat, ist ein Salz aus der Gruppe der quartären Ammoniumverbindungen und Tetrachloroaurate.

## Herstellung
Tetrabutylammoniumtetrachloroaurat entsteht als gelber Niederschlag bei der Reaktion von Tetrachlorogoldsäure mit Tetrabutylammoniumhydrogensulfat.

## Reaktionen
Tetrabutylammoniumtetrachloroaurat eignet sich als Edukt zur Herstellung verschiedener Goldkomplexe. Beispielsweise kann ein organischer Goldkomplex erzeugt werden, bei dem die Methylengruppe eines Cyclopentadienrings durch Gold ersetzt ist, indem eine entsprechende Organozinnverbindung mit Tetrabutylammoniumtetrachloroaurat umgesetzt wird. Auch in der Synthese eines Goldkomplexes, der möglicherweise als Radiopharmazeutikum geeignet wäre, wurde es eingesetzt.
Unter Einwirkung von Ultraviolettstrahlung kann Tetrabutylammoniumtetrachloroaurat Chloroform zersetzten, wobei insbesondere Chlorwasserstoff entsteht, sowie je nach Bedingungen Tetrachlormethan, Hexachlorethan und organische Peroxide. Dabei wird Tetrachloroaurat zu AuCl2− reduziert. In Gegenwart von Ethanol und Sauerstoff ist diese Reduktion jedoch reversibel, sodass der Prozess mit einer katalytischen Menge Tetrabutylammoniumtetrachloroaurat  abläuft. Tetrabutylammoniumtetrachloroaurat eignet sich auch als Katalysator für die Photopolymerisation von N-Vinylcarbazol.

## Externe Links zu erwähnten Verbindungen
1. ↑  Externe Identifikatoren von bzw. Datenbank-Links zu N-Vinylcarbazol:  CAS-Nr.: 1484-13-5, EG-Nr.: 216-055-0, ECHA-InfoCard: 100.014.596, GESTIS: 29740, PubChem: 15143, ChemSpider: 14414, Wikidata: Q3334160.